# The Sims 2: Bon Voyage
The Sims 2: Bon Voyage је шести додатак за игру The Sims 2. Објављен је први пут септембра 2007. године у Сједињеним Америчким Државама а неколико дана након тога и у Европи. Додатак се базира на путовањима и сличан је додатку The Sims: Vacation.